# Anyphaena
Anyphaena är ett släkte av spindlar som beskrevs av Carl Jakob Sundevall 1833. Anyphaena ingår i familjen spökspindlar.

## Bildgalleri

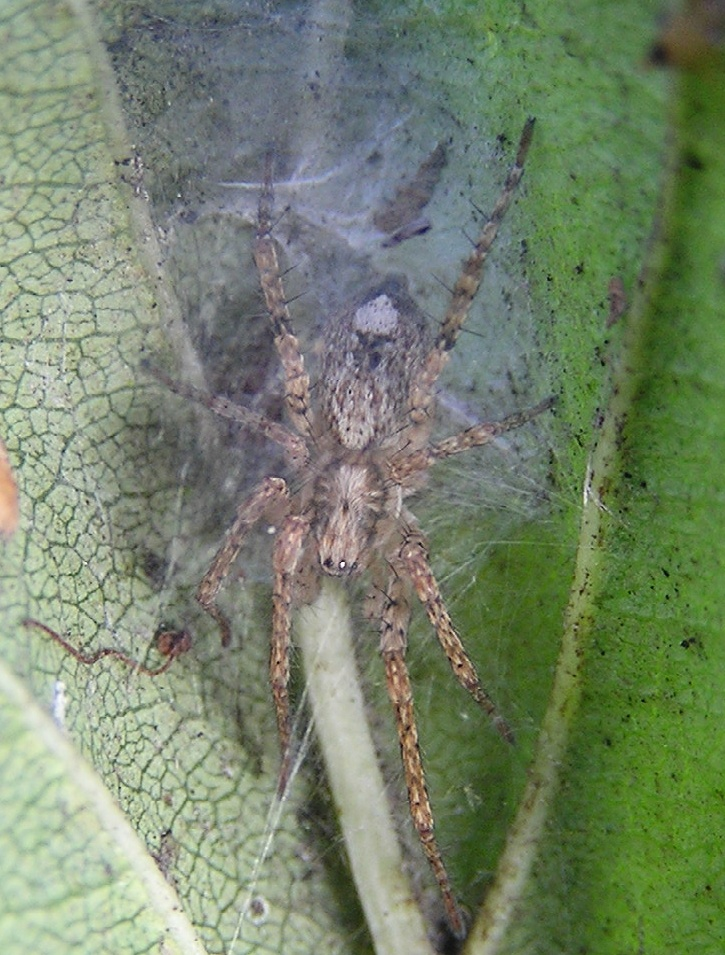

## Dottertaxa tillAnyphaena, i alfabetisk ordning[1][2]
- Trumspindel
- Anyphaena alachua
- Anyphaena alamos
- Anyphaena alboirrorata
- Anyphaena andina
- Anyphaena aperta
- Anyphaena arbida
- Anyphaena autumna
- Anyphaena ayshides
- Anyphaena banksi
- Anyphaena bermudensis
- Anyphaena bispinosa
- Anyphaena bivalva
- Anyphaena bromelicola
- Anyphaena bryantae
- Anyphaena californica
- Anyphaena catalina
- Anyphaena celer
- Anyphaena cielo
- Anyphaena cochise
- Anyphaena cortes
- Anyphaena crebrispina
- Anyphaena cumbre
- Anyphaena darlingtoni
- Anyphaena decora
- Anyphaena diversa
- Anyphaena dixiana
- Anyphaena dominicana
- Anyphaena encino
- Anyphaena felipe
- Anyphaena fraterna
- Anyphaena furcatella
- Anyphaena furva
- Anyphaena gertschi
- Anyphaena gibba
- Anyphaena gibboides
- Anyphaena gibbosa
- Anyphaena hespar
- Anyphaena inferens
- Anyphaena judicata
- Anyphaena kurilensis
- Anyphaena lacka
- Anyphaena leechi
- Anyphaena maculata
- Anyphaena marginalis
- Anyphaena modesta
- Anyphaena mogan
- Anyphaena mollicoma
- Anyphaena morelia
- Anyphaena nexuosa
- Anyphaena numida
- Anyphaena obregon
- Anyphaena otinapa
- Anyphaena pacifica
- Anyphaena pectorosa
- Anyphaena plana
- Anyphaena pontica
- Anyphaena pretiosa
- Anyphaena proba
- Anyphaena pugil
- Anyphaena pusilla
- Anyphaena quadricornuta
- Anyphaena rita
- Anyphaena sabina
- Anyphaena salto
- Anyphaena scopulata
- Anyphaena simoni
- Anyphaena simplex
- Anyphaena soricina
- Anyphaena subgibba
- Anyphaena syriaca
- Anyphaena tancitaro
- Anyphaena tehuacan
- Anyphaena trifida
- Anyphaena tuberosa
- Anyphaena wanlessi
- Anyphaena wuyi
- Anyphaena xiushanensis
- Anyphaena xochimilco